# Leukoplast

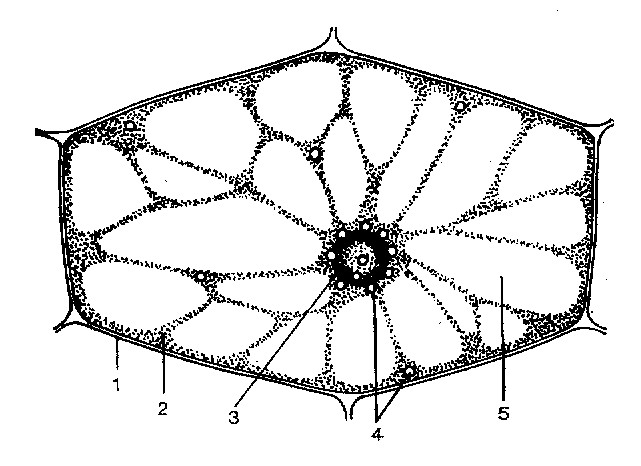
Leukoplasty w komórce liścia trzykrotki (Tradescentia zebrina): 1 - ściana komórkowa, 2 - cytoplazma, 3 - jądro komórkowe, 4 - leukoplasty, 5 - wakuole

Leukoplasty (gr. leukos - biały) – bezbarwne, niefotosyntetyzujące plastydy o średnicy zwykle nie większej niż 2μm. Pojęcie leukoplast jest dwojako stosowane przez autorów. Może dotyczyć plastydów występujących we wszystkich niefotosyntetyzujących tkankach stałych i nie gromadzących materiałów zapasowych lub też plastydów występujących w tkance spichrzowej i gromadzących substancje zapasowe.
Leukoplasty w pierwszym znaczeniu mogą mieć kształt kulisty, ameboidalny lub dzwonowaty. Nie zawierają rybosomów. Wewnątrz otoczki znajdują się jedynie nieliczne plastoglobule. Ten typ plastydów występuje w wielu tkankach, między innymi w korze pierwotnej łodygi i korzenia, epidermie oraz jej wytworach, ryzodermie oraz włośnikach, a także w bielmie.
Leukoplasty gromadzące materiały zapasowe dzielą się, w zależności od przechowywanego materiału, na:
- proteinoplasty - zawierające białka zapasowe[3],
- amyloplasty - zawierające materiały zapasowe w postaci ziaren skrobi[2],
- elajoplasty - zawierające tłuszcze zapasowe[4].

## Ogólna charakterystyka
Leukoplasty występują w różnych komórkach większości roślin wyższych. Najczęściej spotykamy je w komórkach tkanek embrionalnych w cytoplazmie zarodników i gamet żeńskich roślin zarodnikowych, w bulwach, w kłączach, w skórce wielu roślin jednoliściennych, w komórkach miękiszowych położonych w głębi narządów i u niektórych roślin cudzożywnych. Forma, w jakiej występują leukoplasty, jest prawie kulista, chyba że zawiera wykrystalizowane substancje lub wydłużone ziarna skrobi.

## Pełnione funkcje

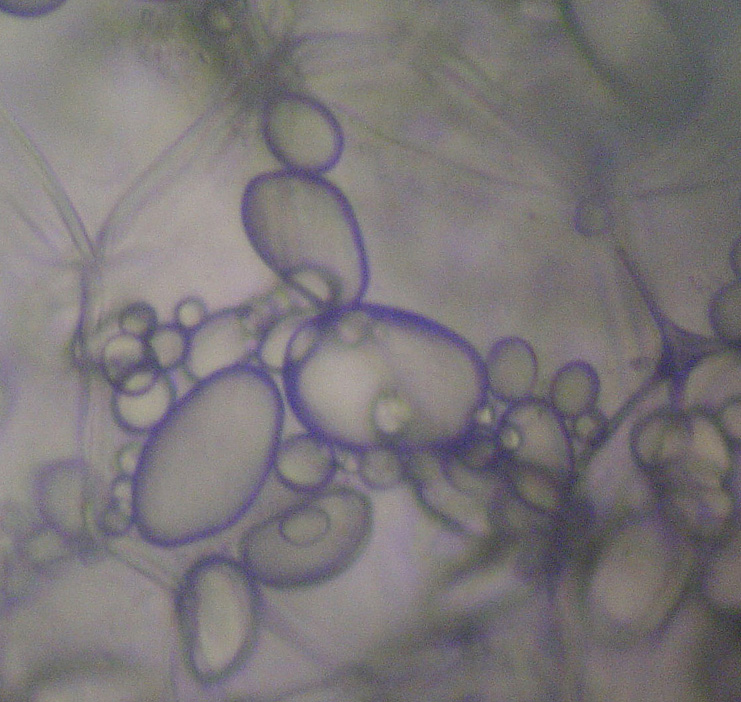
Amyloplasty w komórkach ziemniaka

Funkcją leukoplastów nie zawierających materiałów zapasowych może być wytwarzanie olejków eterycznych. Taką funkcję potwierdzono w egzokarpie owoców cytrusowych oraz włoskach wydzielniczych kilku innych gatunków roślin. W komórkach bielma nasion roślin oleistych leukoplasty uczestniczą w syntezie kwasów tłuszczowych.
Leukoplasty w tkankach zapasowych takich jak bielmo, liścienie, korzenie, bulwy mogą gromadzić materiały zapasowe.  Leukoplasty zawierające skrobię to amyloplasty (łac. amylum - skrobia). Zdarza się, że leukoplasty gromadzą lipidy lub białka zapasowe.

## Budowa
Dojrzałe leukoplasty nie zawierają tylakoidów. Stroma ma mniejsza gęstość niż w chloroplastach. Znajduje się w niej kilka nukleoidów. Nie stwierdza się w niej typowych 70S rybosomów. U amyloplastów światło powoduje wykształcenie barwników asymilacyjnych i tylakoidów, czyli mogą się one przekształcać w chloroplasty.

## Biogeneza
Leukoplasty powstają z proplastydów.